# Lucrezia del Fede

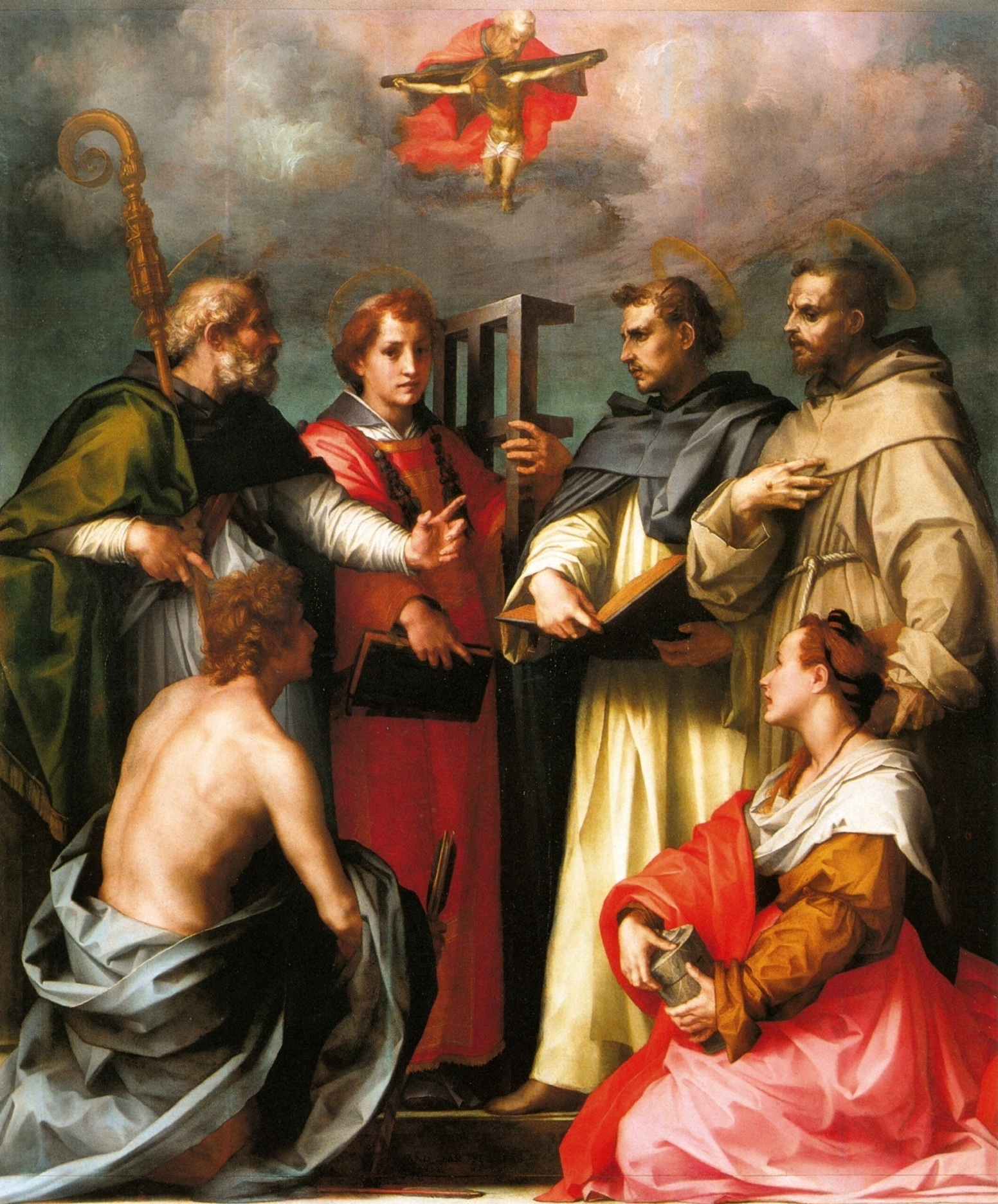
Lucrezia en Marie-Madeleine

Lucrezia del Fede est le nom de la femme du peintre italien Andrea del Sarto. C'est en 1517 ou 1518 que del Sarto épousa Lucrezia del Fede, une veuve qu'il employa pendant plusieurs années comme modèle. Elle lui apporta propriétés et biens provenant de son veuvage.

## Biographie
Andrea tomba amoureux de Lucrezia (del Fede), épouse d'un chapelier appelé Carlo, originaire de Recanati. À son veuvage Andrea l'épousa. Son portrait nous est parvenu dans un grand nombre de représentations de son mari et amant, qui n’a cessé de la peindre en tant que Madone ou autrement ; même quand il peignait d'autres femmes il les faisait ressembler à Lucrezia. Giorgio Vasari, un élève d'Andrea, nous a transmis d’elle un portrait moins aimable, la décrivant comme infidèle, jalouse, et insupportable envers les élèves de son mari ; son personnage apparaît à l’arrière plan dans la poésie-monologue de Robert Browning « Andrea del Sarto » qu’il appelle « le peintre parfait » (1855).
Dans Andrea del Sarto d'Alfred de Musset, elle joue le rôle de la femme volage Lucrèce.

## Œuvres dans lesquelles elle apparaît
(Comme personnage ou comme modèle)
- Vierge à l'Enfant avec saint Jean Baptiste
- Madone des Harpies,
- Madonna con Bambino (1515-1520), Matthiesen Gallery, Londres
- Nativité
- Marie Madeleine dans le tableau Débat sur la Trinité, Palais Pitti, Florence
- Ritratto di Andrea del Sarto e di Lucrezia del Fede sua moglie, dessin, Palais Pitti
- Portraits et autoportraits, Uffizi et à la  National Gallery of Scotland à  Edimbourg (1528)
- Portrait de jeune femme (Lucrezia del Fede), Gemäldegalerie, Berlin
- Portrait de Lucrezia del Fede, Gabinetto dei Disegni e delle Stampe, dessin Uffizi, Florence,
- Portrait de Lucrezia del Fede, huile sur toile de 73 cm × 56 cm, musée du Prado, Madrid
- Portraits d'Andrea et de Lucrezia, tableaux ronds, Art Institute of Chicago, signé et daté 1530

## Sources
- (en) « Lucrezia del Fede », dans Encyclopædia Britannica [détail de l’édition], 1911 (lire sur Wikisource).

- (en) Cet article est partiellement ou en totalité issu de l’article de Wikipédia en anglais intitulé « Andrea del Sarto » (voir la liste des auteurs).